# عناكب المريخ
عناكب المريخ هي ظاهرة تحدث على كوكب المريخ، و هي نوافير تندفع عاليا وسط الهواء البارد، حاملتا معها الرمل الناعم والقاتم. والتي يبلغ اتساع كل منها ما يتراوح بين 50 و 150 قدما، ويفصل بين الواحدة والأخرى بعض مئات الأقدام. و هذه الظاهرة يسميه بعض علماء الفلك (ضاهرة عقارب المريخ).

## متى تظهر هذه النوافير
تظهر هذه البقع الداكنة في كل فصل ربيع جنوبي على الكوكب الأحمر، ثم تبقى نحو ثلاثة أو أربعة أشهر ثم تختفي، لتضهر ثانيتا في الوقت نفسه من العام التالي بعد أن يكون برد الشتاء قد رسب طبقة جديدة من الجليد على القلنسوة.

## سبب ظهور النوافير
قام علماء فضاء أمريكيون بدراسة حديثة لكشف غموض هذه الظاهرة، ورأس فريق العلماء البروفيسور فيل كريستنسن من جامعة ولاية اريزونا، و البروفيسوران هيو كيفر وتيموثي تيتونس الباحثان في هيئة المسح الجيولوجي الأمريكية. وفقا لرأي كريستنسن أصل كل ما يحدث يبدأ أثناء الشتاء القطبي البارد، عندما تنخفض درجة حرارة القطب إلى ما دون المائتي درجة فهرنهية تحت الصفر. وهكذا فإن ما يسمى الهواء المريخي -95٪ منه ثنائي أكسيد الكاربون- يتجمد مباشرة فوق سطح القلنسوة الجنوبية الدائمة، التي تتكون وفقا لاعتقاد العلماء من الماء المتجمد المغطى بطبقات من الغبار و الرمل.
و هكذا الترسب الموسمي يبدأ كطبقة من ثنائي أكسيد الكاربون المتجمد والممزوج بالغبار والرمل، ومع استمرار الشتاء يبدأ الجليد في التبلر، ويصبح أكثر كثافة في عملية تعرف بالتلدن. و تبدأ جزيئات الرمال والغبار التي اختلطت بالجليد في الترسب ببطء، ومع حلول الربيع، حيث الشمس توشك على السطوع، تكون الطبقة المتجمدة قد أصبحت لوحا من الجليد شبه الشفاف سمكه نحو ثلاثة أقدام، يرقد فوق طبقة داكنة من الغبار والرمال.
و عندما تختفي أشعة الشمس اللوح الجليدي، وتصل إلى الطبقة الداكنة تبدأ في تسخينها، وعندما ترتفع درجة حرارة هذه الطبقة فإن الجليد الذي يلامسها مباشرة يتحول من الحالة الصلبة إلى الحالة الغازية، و مع مرور الأيام، ترتفع الشمس أكثر، وتتواصل عملية التسامي.